# Yuma (Colorado)
Yuma è un centro abitato (city) degli Stati Uniti d'America, situato nella contea di Yuma dello Stato del Colorado. Nel censimento del 2000 la popolazione era di 3.285 abitanti.
Ci è nato il politico Cory Gardner.

## Geografia fisica
Secondo i rilevamenti dell'United States Census Bureau, Yuma si estende su una superficie di 6,3 km².